# Scotrun (Pensilvania)
Scotrun es un área no incorporada ubicada en el condado de Monroe en el estado estadounidense de Pensilvania.

## Geografía
Scotrun se encuentra ubicada en las coordenadas 41°3′57″N 75°19′12″O / 41.06583, -75.32000.